# Гранлю-э-Фе
Гранлю-э-Фе́ (фр. Grandlup-et-Fay) — коммуна во Франции, находится в регионе Пикардия. Департамент коммуны — Эна. Входит в состав кантона Марль. Округ коммуны — Лан.
Код INSEE коммуны — 02353.

## Население
Население коммуны на 2010 год составляло 320 человек.
| 1962 | 1968 | 1975 | 1982 | 1990 | 1999 | 2010 |
| ---- | ---- | ---- | ---- | ---- | ---- | ---- |
| 350  | 379  | 348  | 309  | 329  | 325  | 320  |

## Экономика
В 2010 году среди 184 человек трудоспособного возраста (15—64 лет) 129 были экономически активными, 55 — неактивными (показатель активности — 70,1 %, в 1999 году было 67,7 %). Из 129 активных жителей работали 111 человек (63 мужчины и 48 женщин), безработных было 18 (11 мужчин и 7 женщин). Среди 55 неактивных 16 человек были учениками или студентами, 10 — пенсионерами, 29 были неактивными по другим причинам.